# الكسندر أنطونيو فيانا كاريوكا
الكسندر أنطونيو فيانا كاريوكا (24 أبريل 1974 بالبرازيل - ) هو لاعب كرة قدم برازيلي في مركز الوسط.

## وصلات خارجية
- الكسندر أنطونيو فيانا كاريوكا على موقع قاعدة بيانات كرة القدم.إي يو (الإنجليزية)